# Крочете I (Мачерата)
Крочете I (итал. Crocette I) насеље је у Италији у округу Мачерата, региону Марке.
Према процени из 2011. у насељу је живело 24 становника. Насеље се налази на надморској висини од 221 м.